# Charles-François Nanteuil-Leboeuf
Pour les articles homonymes, voir Lebœuf.
Charles-François Nanteuil-Leboeuf, dit Nanteuil, né le 10 août 1792 à Paris et mort le 1er novembre 1865 dans le 6e arrondissement de la même ville, est un sculpteur français.

## Biographie
Charles-François Nanteuil-Leboeuf, élève de Pierre Cartellier obtient le grand prix de Rome de sculpture en 1817 avec une figure en plâtre, Agis, mourant sur ses armes.

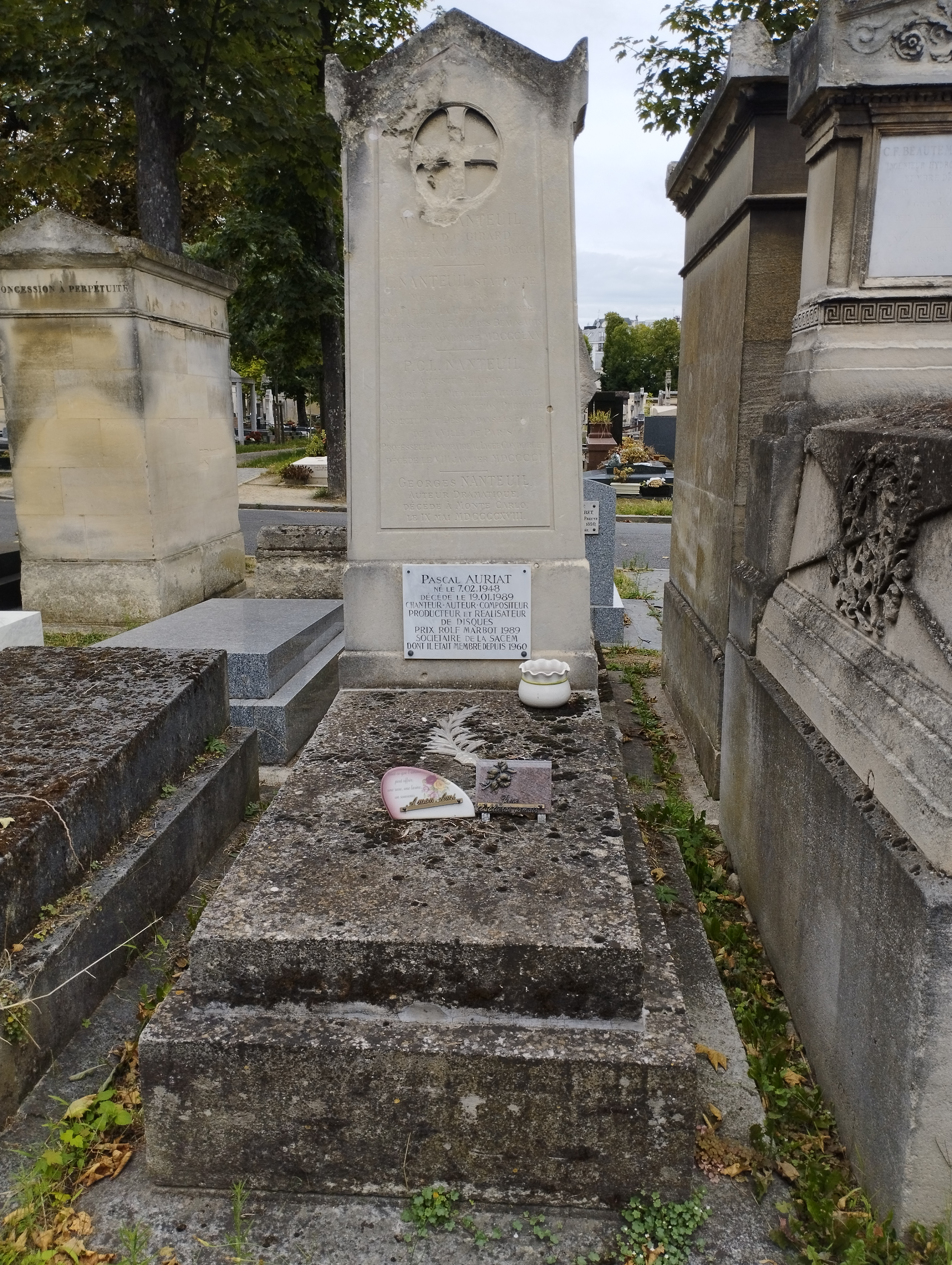
Tombe de Charles-François Nanteuil-Leboeuf au cimetière du Montparnasse (division 13).

Charles-François Leboeuf-Nanteuil meurt en son domicile, 9, rue Carnot (rue Joseph-Bara depuis 1907) dans le 6e arrondissement de Paris, le 1er novembre 1865, à l'âge de 74 ans. Les funérailles sont célébrés le 3 novembre en l'église Notre-Dame-des-Champs, sa paroisse. Il est inhumé le surlendemain au cimetière du Montparnasse (13e division).

## Œuvres

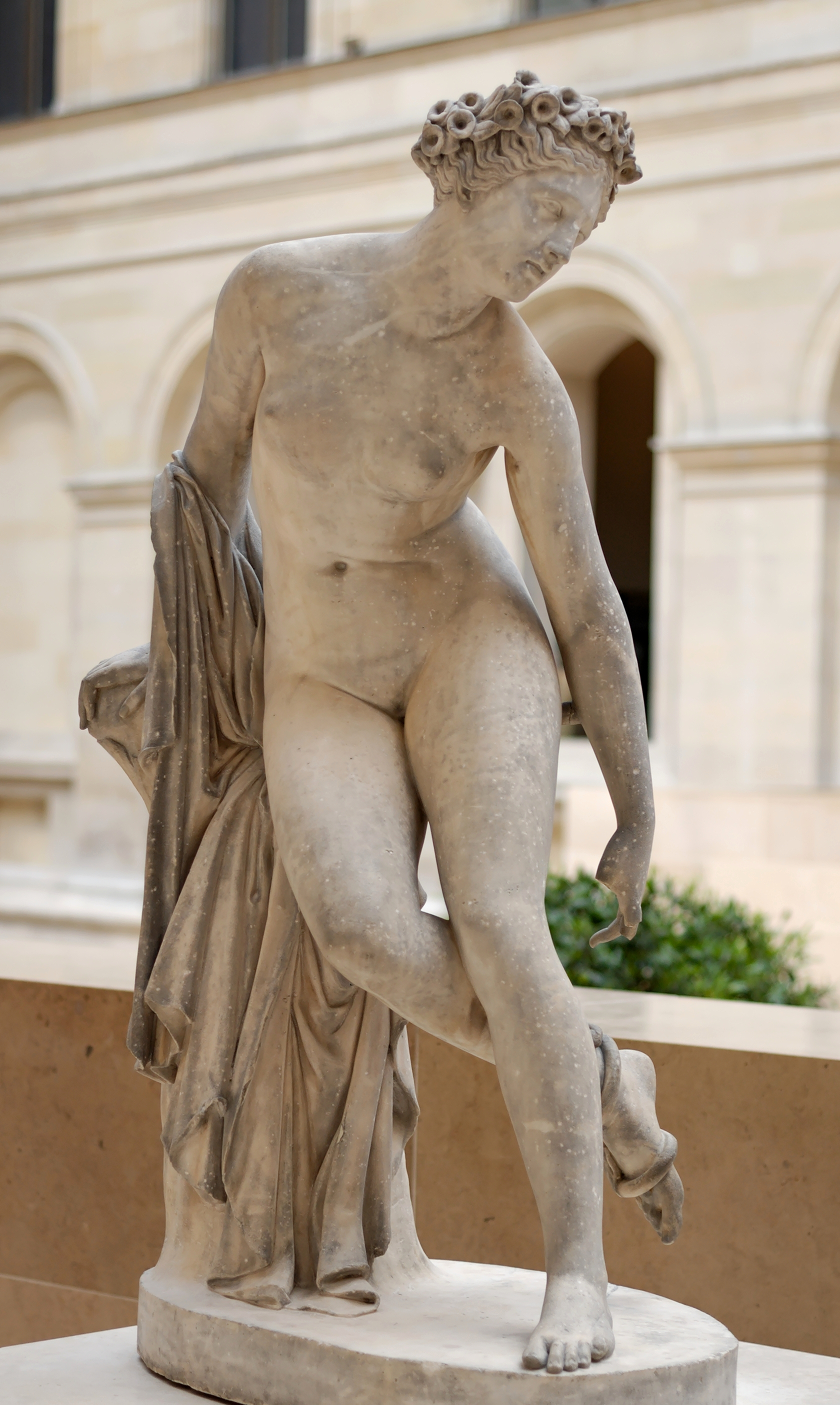
Eurydice mourante (1822), Paris, musée du Louvre.

- Le Général Desaix (1848), statue en pied, bronze, Clermont-Ferrand, place de Jaude ;
- Eurydice, Amiens, musée de Picardie ;
- Eurydice mourante (1822), statue, marbre, Paris, musée du Louvre[5] ; Une version en plâtre est conservée dans les collections du Château-Musée de Nemours (1916.13.1).
- Eurydice mourante  (1862), statue (réplique), bronze, Paris 2e, galerie Colbert ;
- Portrait du peintre Pierre-Paul Prud'hon (1828), buste, marbre, Paris, musée du Louvre ;
- Alexandre combattant  (1836), statue, pierre, Paris, jardin des Tuileries, grand bassin rond, le grand carré ;
- La Ville de Beauvais (1865), statue, pierre, Paris, gare du Nord, façade ;
- La Ville de Lille (1865), statue, pierre, Paris, gare du Nord, façade ;
- Agis, mourant sur ses armes (1817), statue, plâtre, Paris, École nationale supérieure des beaux-arts ;
- Glorification de saint Vincent de Paul, Paris, église Saint-Vincent-de-Paul ;
- Le roi Charles X, statue colossale, pierre, Versailles, châteaux de Versailles et du Trianon ;
- Portrait de Charles le Téméraire, duc de Bourgogne (1433-1477) (1838), buste, plâtre, Versailles, galerie des Batailles du château de Versailles ;
- Portrait de Jean-Luc-Sébastien-Bonaventure Carbuccia, général de brigade (1808-1854) (1858), buste, marbre, Versailles, châteaux de Versailles et du Trianon ;
- Portrait de Charlemagne, empereur d'Occident (742-814) (1840), statue en pied plus grande que nature, marbre, Versailles, châteaux de Versailles et de Trianon ;
- Portrait de Louis-Philippe Ier, roi des Français (1773-1830), buste, plâtre, Versailles, châteaux de Versailles et du Trianon
- Portrait de Mathieu Molé, chancelier de France (1584-1656) (1840), statue en pied plus grande que nature, plâtre, Versailles, châteaux de Versailles et du Trianon ;
- Charles de Secondat, baron de Montesquieu, hommes de lettres (1689-1755), statue, plâtre, Versailles, châteaux de Versailles et du Trianon ;
- Portrait d'Henri LXI, prince de Reuss-Chlietz, général de brigade au service de la France (1784-1813) (1841), buste, plâtre, Versailles, galerie des Batailles du château de Versailles ;
- Portrait d'Étienne Jacques Joseph Alexandre Macdonald, duc de Tarente, maréchal de l'Empire (1765-1840), statue en pied plus grande que nature, marbre, Versailles, châteaux de Versailles et du Trianon ;
- Portrait du peintre Pierre-Paul Prud'hon (1827), buste, marbre, Versailles, châteaux de Versailles et du Trianon : salon de 1827, no 1163 ;
- Mort d'Oreste (1840), dessin, lavis brun mine de plomb, Paris, musée du Louvre, département des Arts graphiques ;
- Trois bas-reliefs pour le péristyle du Panthéon de Paris (1837) : L'Apothéose du héros mort pour la patrie, encadrée par Les Sciences et les Arts et La Magistrature.